# Psychotria petiginosa
Psychotria petiginosa är en måreväxtart som beskrevs av John Patrick Micklethwait Brenan. Psychotria petiginosa ingår i släktet Psychotria och familjen måreväxter. Inga underarter finns listade i Catalogue of Life.